# Chuneola major
Chuneola major is een vlokreeftensoort uit de familie van de Chuneolidae. De wetenschappelijke naam van de soort is voor het eerst geldig gepubliceerd in 1957 door M. Vinogradov.